# Escola Secundária Afonso Domingues
A Escola Secundária Afonso Domingues, cujo acrónimo é ESAD, antiga Escola Industrial Afonso Domingues, situava-se na freguesia de Marvila, município de Lisboa, e até ao ano letivo de 2009/2010, acolhia alunos do 3.º ciclo do ensino básico e do ensino secundário.
Devido ao projeto da Terceira Travessia do Tejo, o edifício da escola deverá ser demolido, pois situa-se no corredor estratégico dos viadutos da nova ponte, mas devido à grave crise financeira que Portugal vive desde 2010 a construção da nova ponte foi suspensa e a escola encontra-se na atualidade a saque, vítima de vandalismo, sendo, frequentemente, utilizada para a prática de Airsoft.
A escola lecionava cursos Profissionais de Electrónica, Electricidade, Química, Mecânica, Ambiente, cursos tecnológicos de Informática e cursos Científicos, em regime diurno e noturno.
Foi oficialmente encerrada a 23 de março de 2010, por despacho de Secretário de Estado da Educação, tendo na altura da sua extinção uma história com 126 anos.

## História

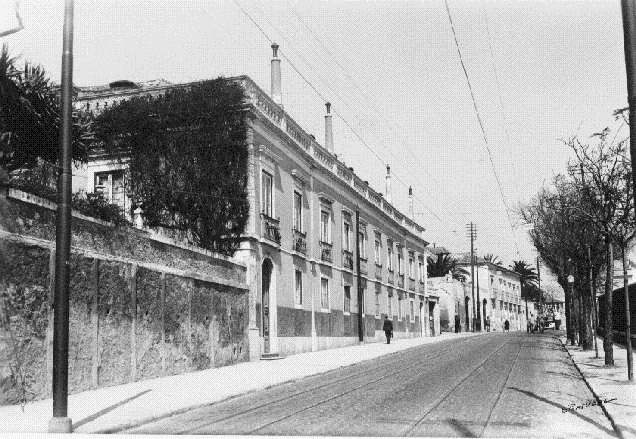
Instalações na Calçada do Grilo

A Escola foi fundada no dia 24 de novembro de 1884, funcionando numa casa alugada a João Cristiano Keil na Calçada do Grilo, n.º 3 - 1.º andar, que abriu com 53 alunos. Na altura, o estabelecimento de ensino denominava-se Escola de Desenho Industrial Afonso Domingues, onde eram ministrados os cursos diurnos de Desenho Elementar, os cursos noturnos de Desenho Industrial e, posteriormente, cursos profissionais. Como director foi nomeado o professor e escultor João Vaz.
A partir de 7 de dezembro de 1887, a escola foi transferida para o palacete de D. Gonçalo Pereira da Silva de Sousa e Meneses, 3.º Conde de Bertiandos, situado na calçada da Cruz da Pedra, n.º 10, vindo a ocupar outras edificações do Paço em Xabregas, sendo a última ocupação o Palácio dos Marqueses de Niza, junto ao Convento da Madre de Deus.
O decreto-lei nº 37028, de 25 de agosto de 1948, implementou um programa de construção de edifícios escolares do ensino profissional e o organizou em duas vertentes: adaptações, ampliações e melhoramentos ou escolas novas. Enquanto noutras escolas se optou, apenas, por obras de melhoramento e adaptações, no caso desta escola é decretada a construção de uma nova com edifício completo acabando este por se instalar, na Quinta das Veigas, em Marvila, atualmente Rua Miguel de Oliveira. 
A construção seguiu um projeto tipo, sendo composta por três edifícios, inaugurados no dia 1 de outubro de 1956, possuindo campos de jogos e pátios, inseridos numa zona arborizada, numa área total aproximada de 20 mil m2. Esta infraestrutura evoluída permitiu oferecer excelentes condições de ensino, nomeadamente, com o recurso a diversas oficinas bem equipadas e laboratórios especializados.  
No decorrer dos tempos, a escola sempre primou por lecionar cursos com cariz técnico, tendo formado diversos alunos nas áreas da mecânica, desenho industrial, eletrónica, eletricidade e mais recentemente informática. Em 2009, lecionava Cursos de Educação e Formação (CEF) e Profissionais, tal como é referido no relatório de avaliação do Ministério da Educação.

## Patrono
A escola deve o seu nome ao mestre arquiteto português Afonso Domingues, que foi um dos arquitetos principais do Mosteiro da Batalha.

## Alunos famosos
O escritor e Prémio Nobel da Literatura José Saramago foi aluno no curso de Serralharia Mecânica entre os anos de 1935 e 1940.
Bento António Gonçalves, secretário-geral do Partido Comunista Português entre 1929 e 1942, frequentou esta escola, entre 1915 e 1919.

## Galeria

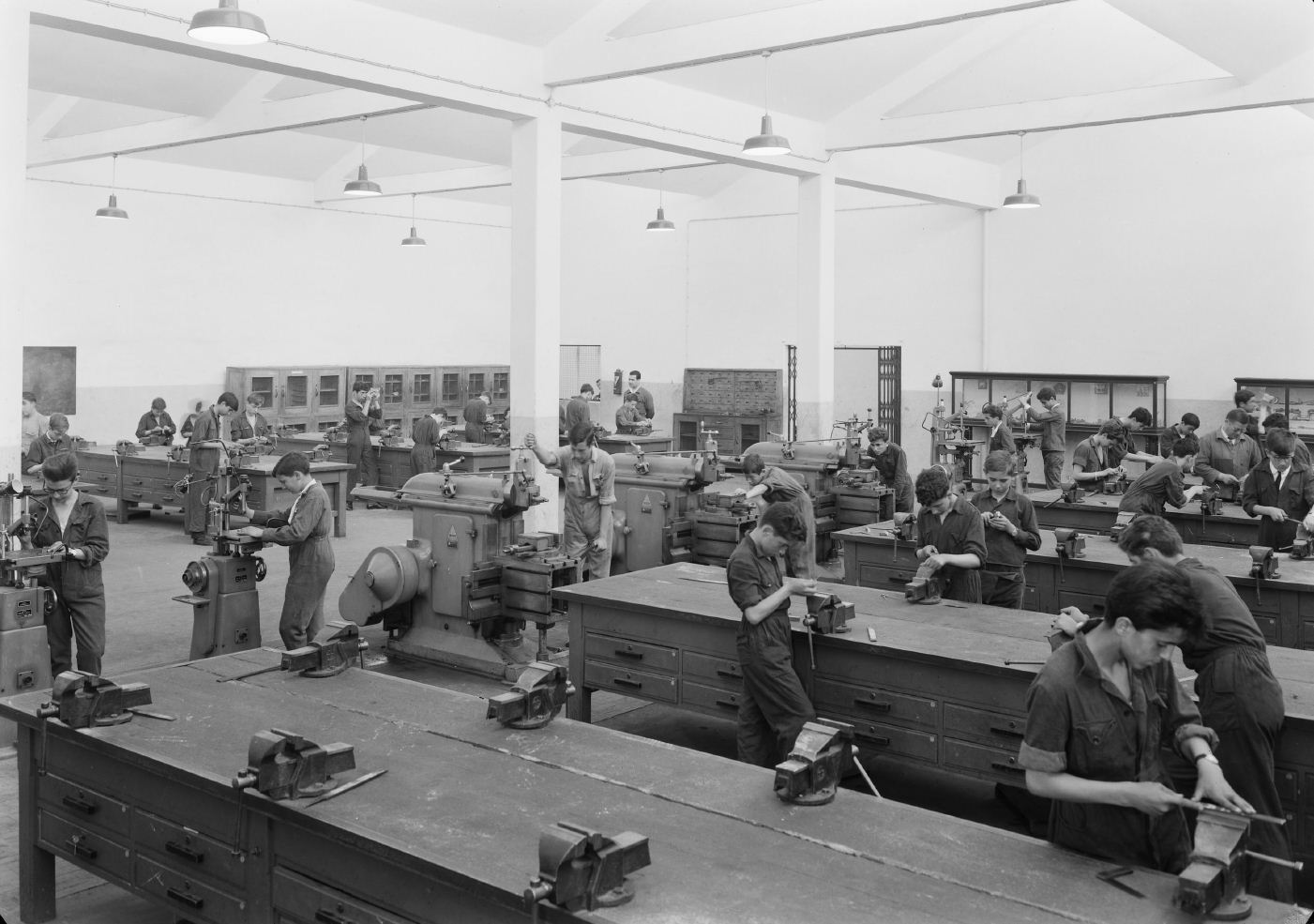
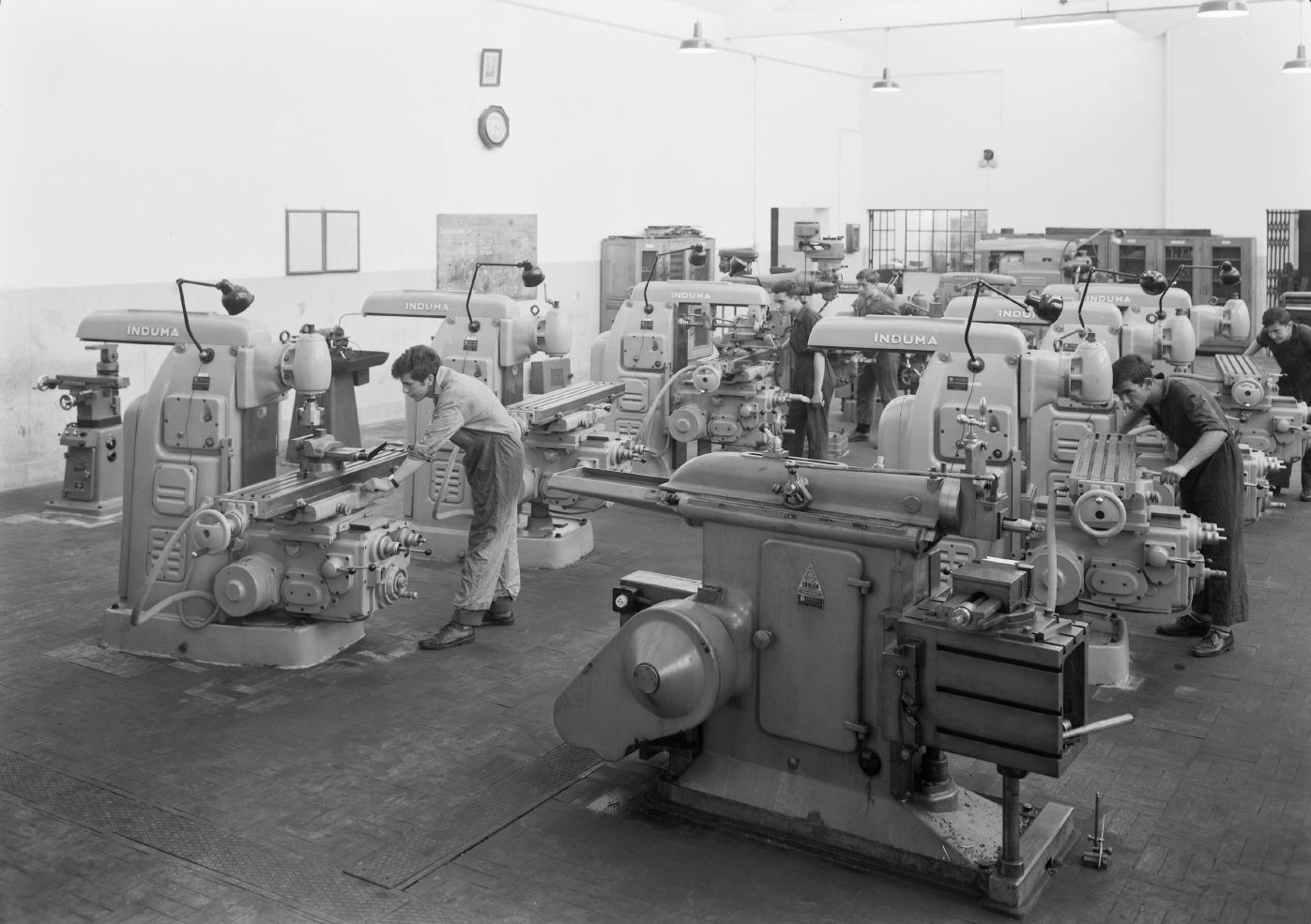
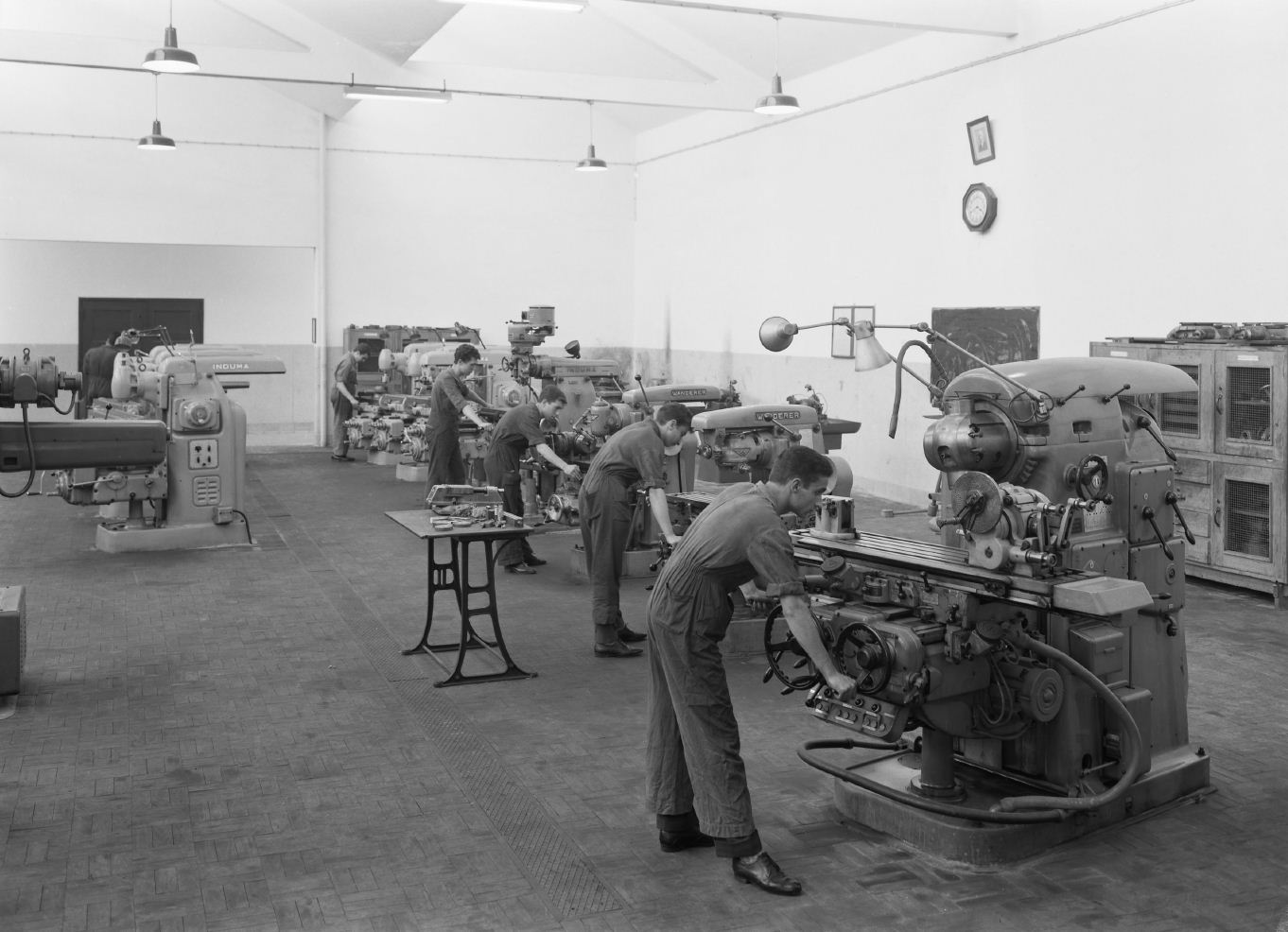
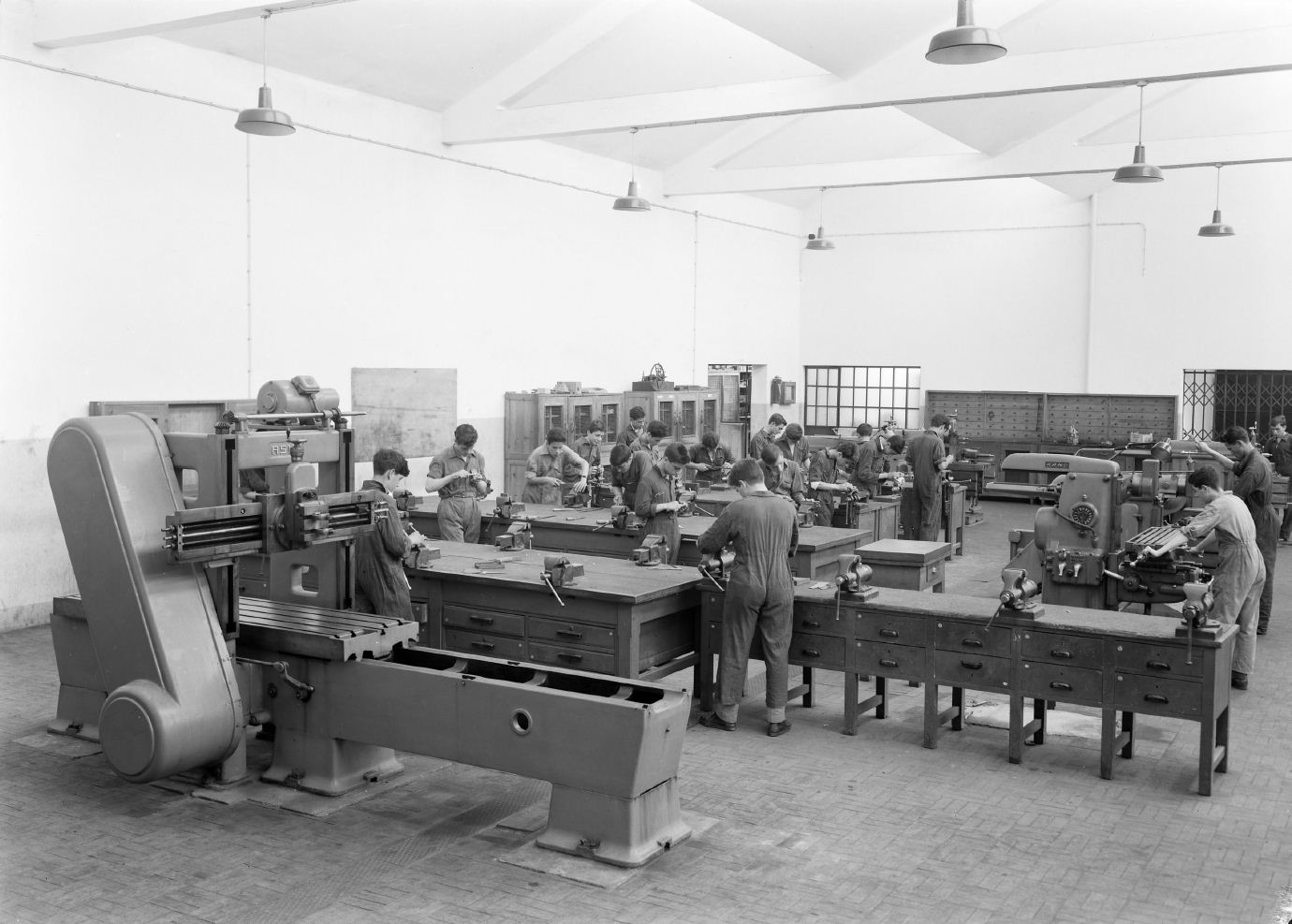
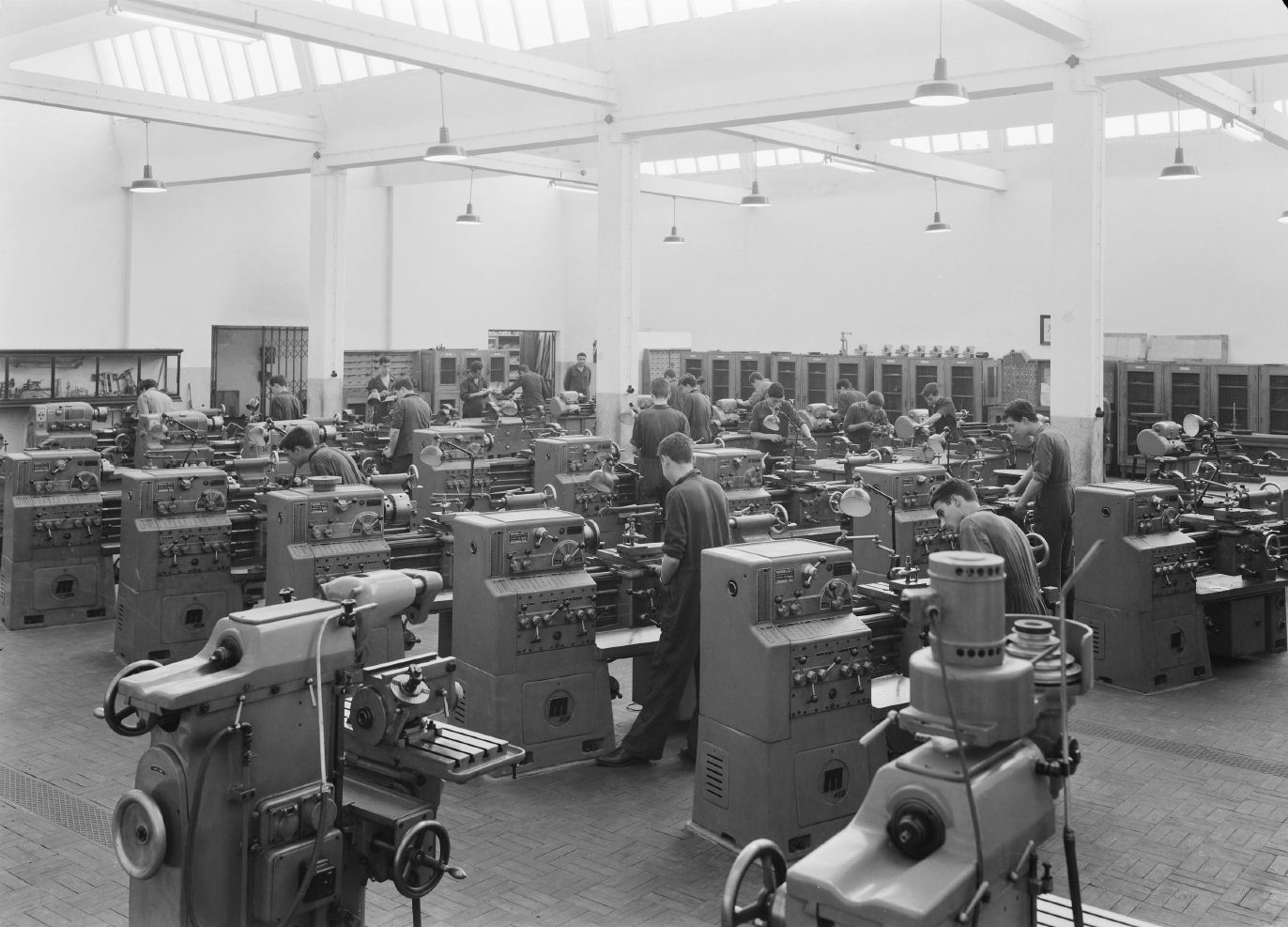
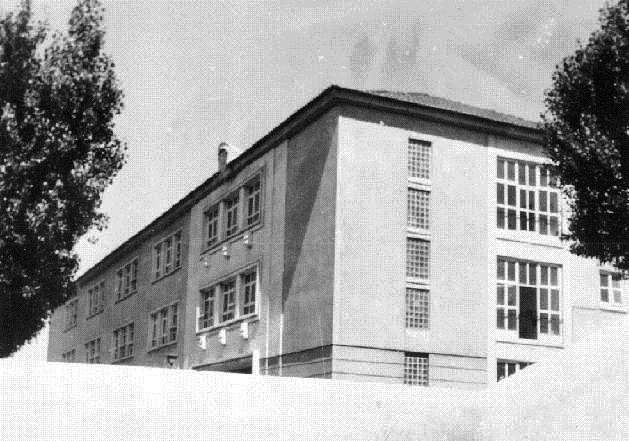
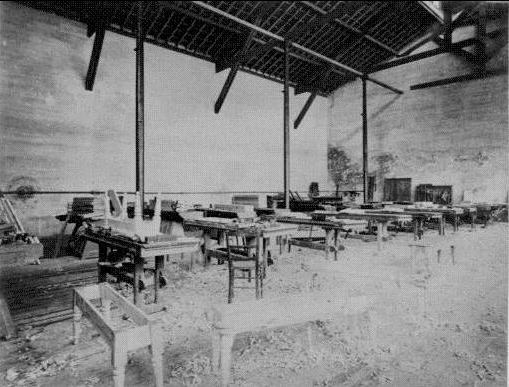
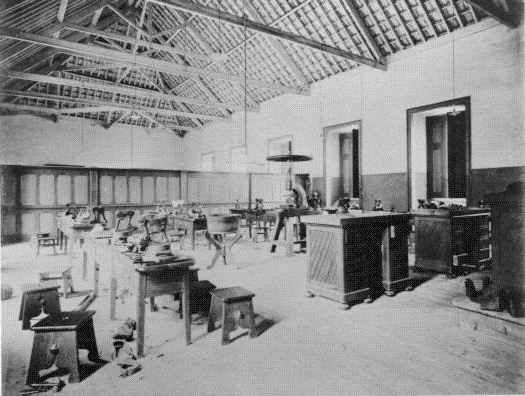